# Glasgow (Wirginia Zachodnia)
Glasgow – miasto w Stanach Zjednoczonych, w stanie Wirginia Zachodnia, w hrabstwie Kanawha.